# Smart Blonde
Série
Fly-Away Baby
(1937)
Pour plus de détails, voir Fiche technique et Distribution.
Smart Blonde est un film américain réalisé par Frank McDonald, sorti en 1937. 
Le film met en scène Glenda Farrell dans le rôle de Torchy Blane, une journaliste intelligente et à la langue acérée, chassant les scoops et faisant équipe avec son petit-ami, l'inspecteur Steve McBride pour résoudre le meurtre d'un investisseur qui vient d'acheter un nightclub populaire. C'est le premier film d'une série de neuf sur le personnage de Torchy Blane, produits par Warner Bros. Le film est suivi de Fly-Away Baby (1937). 

## Synopsis
Torchy Blane, une journaliste du Morning Herald, interviewe Tiny Torgenson dans le train. Il a acheté le Million Club et diverses entreprises de jeu et de sport à son ami Fitz Mularkey. Fitz a décidé de quitter les affaires en raison de son futur mariage avec Marcia Friel. Quand Torchy et Tiny arrivent à la gare, alors qu'ils quittent Union Station, Tiny est abattu. Témoin de son meurtre, Torchy appelle son journal pour transmettre l'histoire.
Torchy accompagne son petit-ami, l'inspecteur Steve McBride qui est responsable de l'enquête du meurtre, au Million Club où ils annoncent à Fitz Mularkey le meurtre de Tiny. Fitz étant un ami proche de Tiny, il souhaite trouver le meurtrier avant la police mais Steve le lui déconseille. Alors que Steve enquête, Torchy apprend de la fille du vestiaire Dixie que la chanteuse du club, Dolly Ireland, était amoureuse de Fitz et que le garde du corps de Fitz, Chuck Cannon, était en colère de perdre son emploi. Alors que Steve suspecte les autres investisseurs intéressés par le nightclub du meurtre de Tiny, Torchy suspecte Chuck. Elle persuade Steve d'enquêter sur Chuck, et tandis qu'ils sont à l'appartement de celui-ci, Fitz arrive et demande à savoir où en est l'enquête. Steve apprend plus tard que Chuck et Dolly ont été aperçus à Union Station juste avant que Tiny soit tué...

## Fiche technique
- Titre original : Smart Blonde
- Titre(s) anglais alternatif(s) : No Hard Feelings (titre de travail)
- Réalisation : Frank McDonald
- Assistant-réalisateur : Wilbur McGaugh
- Scénario : Kenneth Gamet et Don Ryan d'après une nouvelle de Frederick Nebel
- Direction artistique : Carl Jules Weyl
- Costumes : Milo Anderson
- Photographie : Warren Lynch
- Montage : Frank Magee
- Musique : Heinz Roemheld
- Société(s) de production : Warner Bros
- Société(s) de distribution : Warner Bros
- Pays de production :  États-Unis
- Langue originale : anglais
- Format : noir et blanc — 35 mm — 1.37,1 — son Mono
- Genre : Comédie dramatique
- Durée : 59 minutes
- Dates de sortie :
  - États-Unis : 2 janvier 1937

## Distribution
- Glenda Farrell : Torchy Blane
- Barton MacLane : Steve McBride
- Wini Shaw : Dolly Ireland
- Addison Richards : Fitz Mularkey
- Robert Paige : Lewis Friel
- Craig Reynolds : Tom Carney
- Charlotte Wynters : Marcia Friel
- Jane Wyman : Dixie, la fille du vestiaire
- Joseph Crehan : 'Tiny' Torgenson
- Tom Kennedy : Gahagan
- John Sheehan : Leon Blyfuss
- Max Wagner : Chuck Cannon
- George Lloyd : Pickney Sax
- Frank Bruno : Boze
- Glen Cavender : sergent
- Eddy Chandler : Inspecteur Marsotto
- Alexander Cross : Inspecteur Klein
- Joe Cunningham : éditeur
- Frank Faylen : chauffeur d'ambulance
- Bess Flowers : infirmière
- Harry Fox : homme du coroner
- Eddie Graham : danseur
- George Guhl : sergent au bureau
- Al Herman : barman
- Al Hill : second de chauffeur de Taxi
- Robert Homans : policier
- Harry Jacobson : réceptionniste de l'hôtel
- Milton Kibbee : Harms
- Harold Miller : patron du Club
- Carlyle Moore Jr. : Harry
- Dennis Moore : Luke
- Lyle Moraine : Jones
- Wayne Morris : réceptionniste de la gare
- Henry Otho : policier gardant la pièce
- Paul Panzer : mendiant aveugle
- Allen Pomeroy : premier chauffeur de taxi
- John J. Richardson : Bert Richards
- Cliff Saum : conducteur de train
- Ferdinand Schumann-Heink : le journaliste Grant
- Fred Toones : porteur obtenant un pourboire
- Martin Turner : premier porteur
- Tom Wilson : concierge
- Jack Wise : Hymie

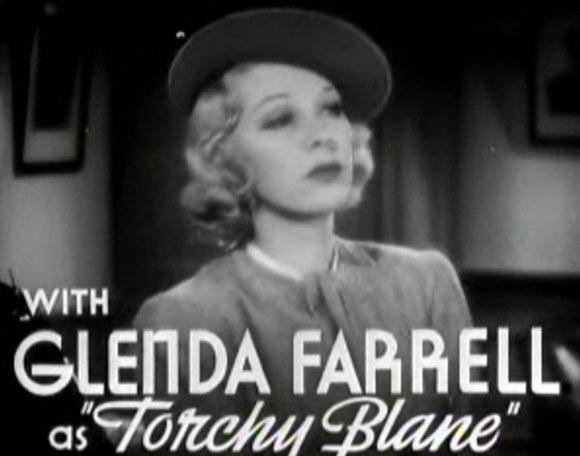
Glenda Farrell
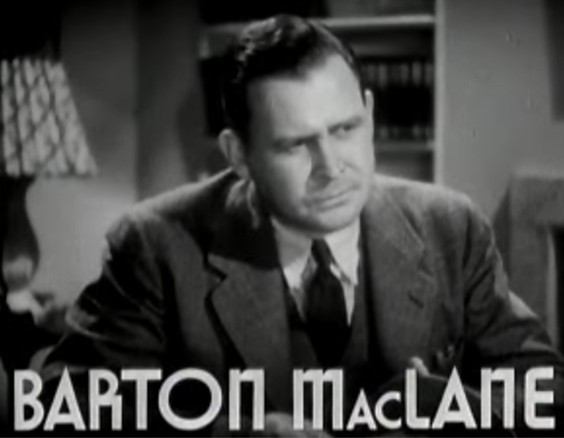
Barton MacLane
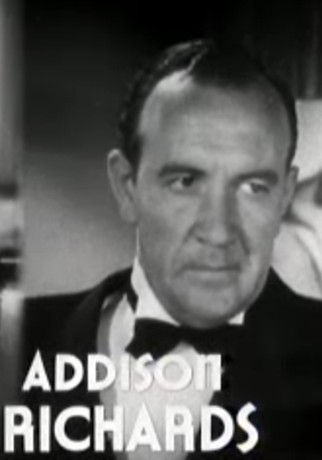
Addison Richards
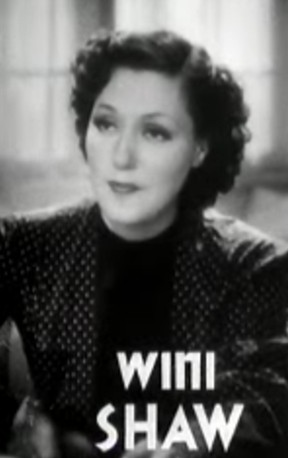
Wini Shaw

## Production
En 1936, Warner Bros commence à développer une adaptation des histoires de MacBride and Kennedy de l'auteur de roman policier Frederick Nebel. Pour le film, Kennedy devient une femme nommée "Torchy" Blane et est maintenant amoureuse du personnage de MacBride. Le réalisateur Frank MacDonald a immédiatement su qui il voulait pour le rôle de Torchy Blane. Glenda Farrell avait déjà joué des journalistes dans les films Masques de cire (1933) et Hi, Nellie! (1934), elle est rapidement retenue pour le rôle principal, avec Barton MacLane dans le rôle de Steve McBride. Farrell et MacLane joueront dans sept des neuf films Torchy Blane.
Le film est basé sur la nouvelle No Hard Feelings de Nebel publiée dans le magazine Black Mask. Le récit est à nouveau adapté en 1941, dans le film A Shot in the Dark. Le titre de travail durant le tournage fut No Hard Feelings.
La musique et les paroles de la chanson Why Do I Have to Sing a Torch Song chantée par Wini Shaw, ont été écrites par M. K. Jerome et Jack Scholl. Sur les 59 minutes du film, 10 minutes et 38 secondes sont accompagnées de musiques.

## Accueil
Bien que le film soit un film à petit budget de série B, ce fut le jeu de Glenda Farrell qui permit au film de se détacher. L'actrice chercha à s'éloigner des stéréotypes des femmes journalistes habituellement présentés dans les films de l'époque pour être plus proche de la réalité. Bien accueilli par le public et les critiques, le film eu une suite la même année : Fly-Away Baby (1937).

## Éditions en vidéo
Warner Bros sort dans sa collection Warner Archive un coffret DVD regroupant les neuf films de Torchy Blane le 29 mars 2011 pour le marché américain.
Le film est inédit dans les pays francophones.